# Comuna Vidin, Vidin
Vidin este o comună în regiunea Vidin din Bulgaria. Cuprinde un număr de 34 localități.  Reședința sa este orașul Vidin.

## Demografie
Componența etnică a comunei Vidin
     Romi (5,93%)
     Bulgari (86,22%)
     Nicio identificare (7,22%)
     Altele (1,15%)
La recensământul din 2011, populația comunei Vidin era de 63.257 locuitori. Din punct de vedere etnic, majoritatea locuitorilor (86,22%) erau bulgari, cu o minoritate de romi (5,93%). Pentru 7,22% din locuitori nu este cunoscută apartenența etnică.